# West Monroe (Nueva York)
West Monroe es un pueblo ubicado en el condado de Oswego en el estado estadounidense de Nueva York. En el año 2000 tenía una población de 4,428 habitantes y una densidad poblacional de 51 personas por km².

## Geografía
West Monroe se encuentra ubicado en las coordenadas 43°17′45″N 76°4′57″O / 43.29583, -76.08250.

## Demografía
Según la Oficina del Censo en 2000 los ingresos medios por hogar en la localidad eran de $42,043 y los ingresos medios por familia eran $47,019. Los hombres tenían unos ingresos medios de $34,306 frente a los $25,489 para las mujeres. La renta per cápita para la localidad era de $16,534. Alrededor del 11.8% de la población estaban por debajo del umbral de pobreza.